# Ciąża bliźniacza

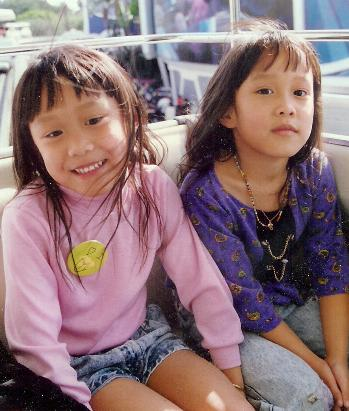
Bliźniaczki jednojajowe

Ciąża bliźniacza, bliźnięta, dwojaczki – rodzaj ciąży wielopłodowej, w której w macicy rozwijają się jednocześnie dwa płody. U człowieka ciąża bliźniacza w przybliżeniu przypada raz na 80 porodów, co stanowi około 1,25% wszystkich ciąż i około 2,5% urodzeń.

## Bliźnięta jednojajowe

Porównanie typów bliźniąt monozygotycznych

Bliźnięta jednojajowe (bliźnięta monozygotyczne, tzw. naturalne klony) przychodzą na świat w wyniku podziału jednej komórki jajowej zapłodnionej przez jeden plemnik. Bliźnięta jednojajowe są zawsze tej samej płci, mają identyczny materiał genetyczny, w związku z tym wyglądają tak samo, mają w okresie rozwoju zarodkowego najczęściej wspólne łożysko. Nie jest znana przyczyna podziału zygoty. Wiadomo tylko, że za narodziny bliźniąt jednojajowych odpowiedzialna (pod względem genetycznym) jest matka dzieci. Bliźnięta jednojajowe rodzą się na całym świecie statystycznie raz na 250-300 urodzeń (co stanowi około 0,3–0,4% wszystkich ciąż, to jest około 0,75% urodzeń).
W zależności od dnia, w którym dokonał się podział zygoty, wyróżnia się typy ciąży bliźniaczej jednojajowej:
- dwukosmówkową, dwuowodniową (podział w 1.-3. dniu; 30% ciąż bliźniąt jednojajowych)
- jednokosmówkową, dwuowodniową (podział w 4.-8. dniu; 68% ciąż bliźniąt jednojajowych)
- jednokosmówkową, jednoowodniową (podział od 8.-13. dnia; 2% ciąż bliźniąt jednojajowych)
- jednokosmówkową, jednoowodniową z wystąpieniem bliźniąt syjamskich (podział od 13.-15. dnia od zapłodnienia; ok. 0,3–0,5% ciąż bliźniąt jednojajowych).

Śmiertelność przy danym typie ciąży bliźniaczej jednojajowej:
- dwukosmówkowej, dwuowodniowej → 9%
- jednokosmówkowej, dwuowodniowej → 25%
- jednokosmówkowej, jednoowodniowej → 50%

Badania nad bliźniętami jednojajowymi dowodzą, że mimo identycznych genów i podobnego wyglądu, posiadają często bardzo różne osobowości i cechy psychiczne, w dużym stopniu jednak to zależy od otoczenia, w którym są chowane. Bliźnięta wychowywane w różnych rodzinach mogą mieć zupełnie inne upodobania i cechy psychiczne, wychowywane podobnie przez rodziców mogą mieć zbliżone charaktery.
Zdarzają się też czworaczki jednojajowe – wówczas, gdy nastąpi ponowny podział zygot bliźniaczych.

## Bliźnięta dwujajowe
Bliźnięta dwujajowe lub dizygotyczne to dzieci urodzone z ciąży bliźniaczej heterozygotycznej.
Przychodzą na świat w wyniku zapłodnienia dwóch komórek jajowych, jednocześnie wyprodukowanych przez jajniki. Mają osobne worki owodniowe oraz łożyska (kosmówki). Ponieważ ich materiał genetyczny jest różny, mogą mieć różną płeć, a ich podobieństwo jest takie samo jak zwykłego rodzeństwa. Znane są też przypadki, że takie bliźnięta miały różnych ojców. Do tej pory potwierdzono siedem takich przypadków na świecie, w tym jeden w Polsce.

## Bliźnięta syjamskie
Bliźnięta syjamskie, inaczej bliźnięta zrośnięte to wada patologicznego połączenia między częściami ciała, które należą do bliźniąt jednojajowych. Podział komórki jajowej jest zbyt późny i niecałkowity, dochodzi do niego dopiero 14 dni po zapłodnieniu komórki. Im później nastąpi podział, tym więcej organów wspólnych będą miały bliźnięta. Częstość wady szacuje się od 1:50 000 do 1:100 000 urodzeń, nie uwzględniając poronień. Zdecydowana większość bliźniąt nierozdzielonych rodzi się martwa lub umiera tuż po urodzeniu. Bliźnięta syjamskie są zawsze tej samej płci, ponieważ są to nierozdzielone bliźnięta jednojajowe. Rodzące się bliźnięta są zrośnięte różnymi częściami ciała. Rozdzielenie bliźniąt syjamskich jest zazwyczaj skomplikowanym zabiegiem chirurgicznym, którego trudność wzrasta, gdy wspólne są ważne organy, np. serce lub rdzeń kręgowy. Bardzo często zdarza się, że podczas operacji umiera jedno z bliźniąt.